# Lubstów
Lubstów – wieś w Polsce położona w województwie wielkopolskim, w powiecie konińskim, w gminie Sompolno, nad jeziorem Lubstowskim. Przez wieś przebiega droga wojewódzka nr 266.
Wieś wzmiankowana była po raz pierwszy w roku 1393, w XVI wieku należała do rodziny Lubstowskich. W XIX wieku wieś była siedzibą gminy Lubstów, do której w roku 1870 włączono Sompolno, które w tym roku przemianowano na osadę. Pod koniec XIX wieku znajdował się tu browar i gorzelnia. W latach 1954–1971 wieś należała i była siedzibą władz gromady Lubstów, po jej zniesieniu w gromadzie Sompolno. W latach 1975–1998 miejscowość administracyjnie należała do województwa konińskiego. Według danych z roku 2009 Lubstów wraz z należącym do sołectwa Młynkiem liczył 624 mieszkańców.
Na terenie wsi znajdują się 2 pomniki przyrody: pojedynczy dąb szypułkowy o obwodzie pnia 500 cm oraz grupa siedmiu drzew tego gatunku o obwodzie pierśnicy 350 – 630 cm.

## Odkrywka "Lubstów"

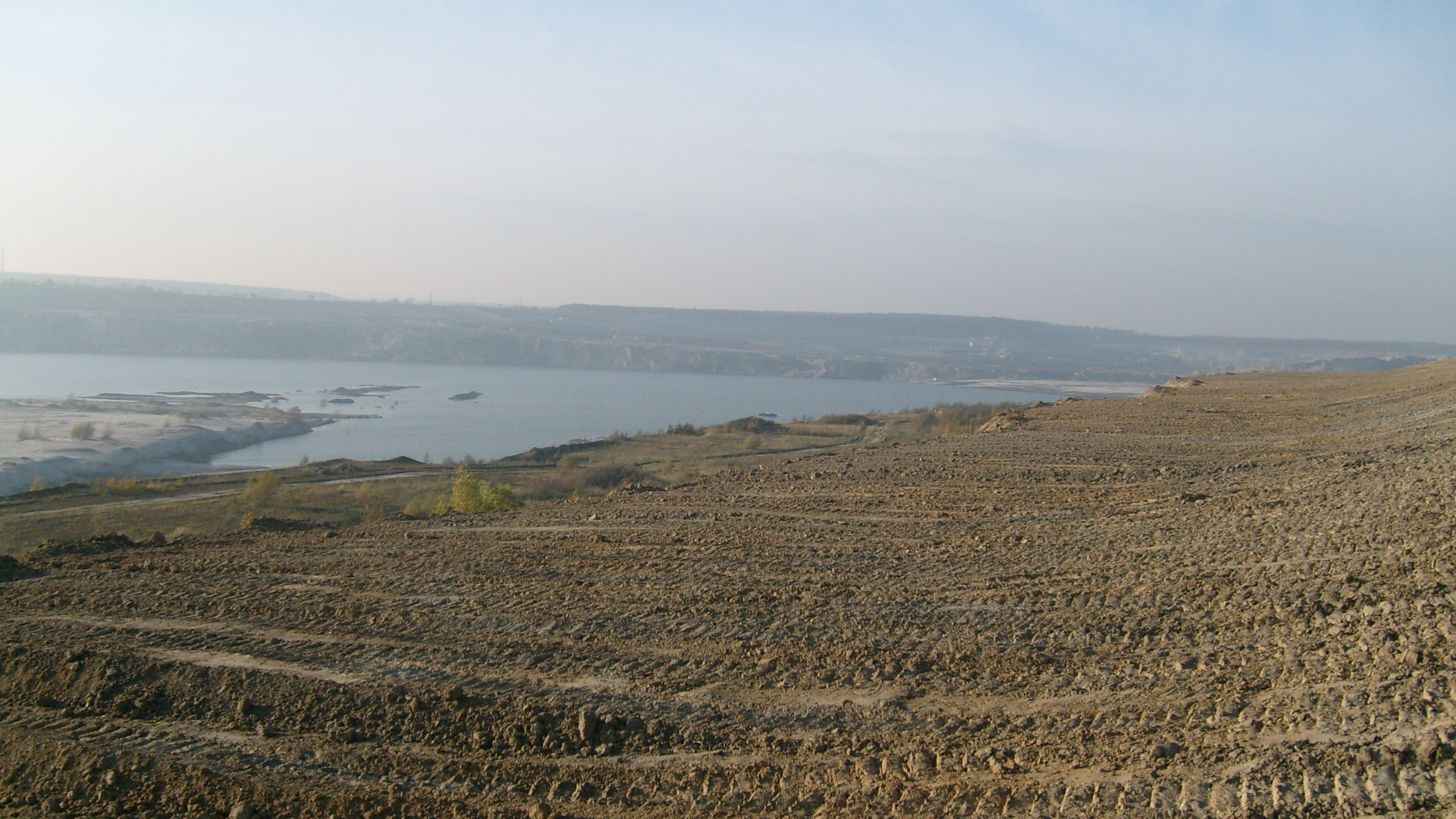
Odkrywka węgla brunatnego "Lubstów"

W latach 1982–2009 na terenie Lubstowa eksploatowana była odkrywka węgla brunatnego, należąca do Kopalni Węgla Brunatnego Konin. Już w 1979 roku rozpoczęto w rejonie wsi prace przygotowawcze pod nową odkrywkę. Latem tego samego roku przetransportowano na teren przyszłej odkrywki, bez demontażu sprzętu, gigantyczną koparkę górniczą, ważącą 2000 t. Dzięki temu przedsięwzięciu rozpoczęto wcześniejszą eksploatację węgla. Maszyny z Lubstowa przetransportowano w roku 2009 na teren odkrywki "Tomisławice". Złoża odkrywki liczyły 120 mln ton, a jej wyrobisko końcowe stanowiło obszar ok. 570 hektarów. Ze złoża wydobyto 107 mln ton węgla, na terenie wyrobiska zaplanowano utworzenie zbiornika wodnego o powierzchni 480 hektarów z bazą dla turystyki w postaci ośrodka sportów wodnych. W efekcie działania odkrywki, 70% terenu gminy znalazło się w leju depresyjnym, a w miejscowościach pojawił się deficyt wody. Deficyt ten zrekompensowany został siecią wodociągów.

## Zabytki
W miejscowości według rejestru zabytków znajdują się 4 obiekty zabytkowe:
- kościół parafialny pw. św. Jadwigi z 1534 roku (z prezbiterium z 1753 roku) posiadający rokokowe wnętrze[4] oraz dzwonnica z 1758 roku;
- plebania z pierwszej połowy XIX w.;
- grobowiec rodziny Słubickich;
- zespół pałacowy z połowy XIX, w skład którego wchodzą: pałac, spichrz, paszarnia oraz park. Pałac klasycystyczny zaprojektował Stanisław Hebanowski[6].

W gminnej ewidencji zabytków ujęte są także:
- murowano-kamienne ogrodzenie z bramą z 2 połowy XVIII wieku w zespole kościoła parafialnego św. Jadwigi;
- cmentarz z połowy XIX w.;
- w zespole pałacowym: rządcówka z końca XIX wieku, stajnia, obora, budynek gospodarczy, gorzelnia, 2 domy oficjalisty, 3 czworaki oraz dom rybaka[17].

## Oświata
W ramach zespołu szkolno-przedszkolnego w Lubstowie funkcjonuje przedszkole, szkoła podstawowa, oraz gimnazjum, do których w roku szkolnym 2006/2007 uczęszczało łącznie 247 dzieci.
Zobacz też: Lubstowo, Lubstówek